# 아에로마르의 운항 노선
2020년 3월 기준으로 다음과 같이 운항하고 있다.

## 운항 노선
- 멕시코
  - 멕시코시티 - 멕시코시티 국제공항 허브
  - 과달라하라 - 미겔 이달고 이 코스티야 국제공항
  - 푸에블라 - 허마노스 서단 국제공항
  - 아카풀코 - 아카풀코 국제공항
  - 지후아타네오 - 익스타파 국제공항
  - 푸에트로 에스콘디도 - 푸에트로 에스콘디도 국제공항
  - 오악사카 - 속속코틀란 국제공항
  - 베라크루스 - 베라크루스 국제공항
  - 익스테페 - 익스테페 공항
  - 만사니요 - 플라야 데 오로 국제공항
  - 테픽 - 아마도 네보 국제공항